# Дилан Енис
Дилан Енис (енгл. Dylan Ennis; Торонто, 26. децембар 1991) канадско-јамајкански је кошаркаш. Игра на позицији плејмејкера. Његов млађи брат Тајлер такође је кошаркаш.

## Каријера
Енис је средњу школу завршио у Лејк Форест Академији, где је у својој завршној години у просеку по мечу постизао по 23 поена, уз седам асистенција и осам скокова и проглашен је за један од 20 најбољих средњошколских проспеката у држави Илиноис.
Похађао је три колеџа, Рајс, Виланову и Орегон, а са Орегоном је у сениорској години био један од кључних играча тима који је стигао до Фајнал-фора. Те године, Енис је у просеку постизао 10,9 поена, уз 4,4 скока и 3 асистенције по утакмици.
Током лета 2017. године наступао је за екипу Оклахома Сити тандера у летњој лиги у Орланду, као и за Голден Стејт вориорсе на летњој лиги у Лас Вегасу. Док је наступао за Голден Стејт постигао је 35 поена против Лос Анђелес клиперса, уз шут за три поена 8 од 11.
У јулу 2017. потписао је уговор са Мега Бемаксом. Дана 9. децембра 2017. напустио је Мегу и прешао у Црвену звезду са којом је потписао уговор на две и по године. Већ 16. априла 2018. Енис је споразумно раскинуо уговор са црвено-белима. Истог дана потписао је уговор са Сарагосом до краја сезоне. У сезони 2018/19. био је играч Андоре. У јулу 2019. потписао је за Монако, али је већ у новембру исте године напустио клуб и вратио се у Сарагосу. У сезони 2021/22. наступао је за Гран Канарију. Затим је годину дана носио дрес турског Галатасараја. У јулу 2023. потписао је за шпанску Мурсију.
Енис је наступао за Јамајку на Америчком првенству у кошарци 2013. године.

## Успеси

### Појединачни
- Идеални тим Еврокупа — друга постава (1): 2018/19.
- Идеални тим ФИБА Лиге шампиона — друга постава (3): 2019/20, 2020/21, 2023/24.